# Instytut Etnologii i Antropologii Kulturowej Uniwersytetu Warszawskiego

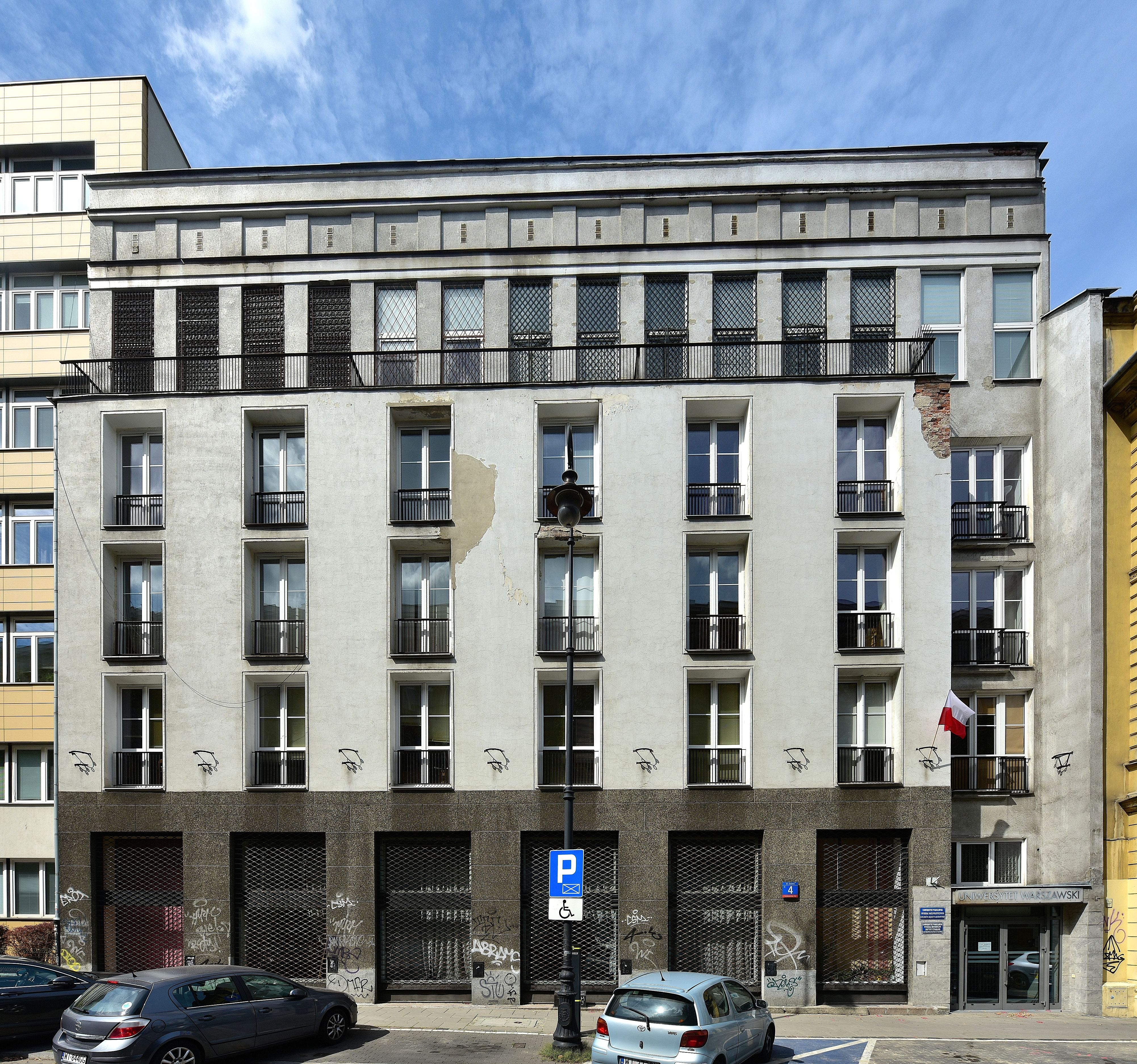
Siedziba Instytutu przy ul. Żurawiej 4

Instytut Etnologii i Antropologii Kulturowej Uniwersytetu Warszawskiego (IEIAK UW) – placówka naukowo-dydaktyczna wchodząca w skład Wydziału Nauk o Kulturze i Sztuce Uniwersytetu Warszawskiego. Instytut ma siedzibę przy ul. Żurawiej 4.

## Historia
Etnografia / etnologia / antropologia kulturowa na Uniwersytecie Warszawskim pojawiła się w 1935 roku, wraz z powołaniem dwóch katedr: Katedry Etnografii Polski na czele z prof. dr Cezarią Baudouin de Courtenay Ehrenkreutz-Jędrzejewiczową oraz Katedry i Zakładu Etnografii i Etnologii, którą kierował prof. dr Stanisław Poniatowski. Obie te katedry znajdowały się w Pałacu Staszica w Warszawie. Po wojnie Katedra i Zakład Etnografii i Etnologii przeniesione zostały na ul. Hożą 74 (budynek został odbudowany z prywatnych funduszy Witolda Dynowskiego), w 1970 roku na ul. Nowy Świat 69, w 1979 roku na ul. Oboźną 8, aż w końcu w 1997 roku na ul. Żurawią 4, gdzie znajduje się obecnie.
Po II wojnie światowej obydwie katedry zostały bez kadry, Jędrzejewiczowa pozostała na emigracji i zaangażowała się w pracę na Polskim Uniwersytecie na Obczyźnie, a Poniatowski zmarł w drodze z obozu koncentracyjnego w Litomierzycach. Powołano nowych kuratorów. Katedrze Etnologii przewodniczyli: Włodzimierz Antoniewicz, Jan Stanisław Bystroń, Julian Krzyżanowski i Ananiasz Zajączkowski, a Katedrze Etnografii Polski: Włodzimierz Antoniewicz, Jan Stanisław Bystroń, Julian Krzyżanowski i Witold Doroszewski. Mimo to Katedra Etnologii przestała istnieć, pozostała jedynie Katedra Etnografii. Nazwa ta funkcjonowała do 1982 roku, kiedy to przemianowano ją na Katedrę Etnologii i Antropologii Kulturowej. Obecna nazwa placówki obowiązuje od 2001 roku.

## Organizacja[1]
- Dyrektor Instytutu Etnologii i Antropologii Kulturowej – prof. dr hab. Maciej Ząbek
- Zastępca Dyrektora ds. Ogólnych – dr Iwona Kaliszewska
- Zastępca Dyrektora ds. Studenckich – dr Helena Patzer

Instytut Etnologii i Antropologii Kulturowej UW składa się z 4 zakładów:
- Zakład Antropologii Politycznej i Ekonomicznej
- Zakład Etnologii Teorii Badań Współczesnych Praktyk Kulturowych
- Zakład Etnologii Antropologii Medycyny i Cielesności
- Zakład Antropologii Etniczności i Studiów Globalnych